# John Adair
John Adair, ameriški general in politik, * 9. januar 1757, okrožje Chester, Južna Karolina, † 19. maj 1840, okrožje Mercer, Kentucky.
SLuil je kot častnik v milici v ameriški osamosvojitveni vojni, bil dvakrat ujet. Služil je tudi v vojni leta 1812 pod znanim častnikom in politikom Isaacom Shelbyem, prav tako častnikom iz ameriške revolucije.
Adair je po vojaški karieri prešel v politične vode. Tako je bil član Zbornice predstavnikov Kentuckyja (1793–95, 1798, 1800–03), govornik Zbornice predstavnikov Kentuckyja (1802–03), ameriški senator (1805–06), guverner Kentuckyja (1820–24) in kongresnik ZDA (1831–33).